# الجبل صغير
الجبل الصغير هي رابع رواية للمؤلف الصيني الفلمنكي هان سوين. قصة حب تدور أحداثها في نيبال، تم نشرها لأول مرة من قبل شركة جوناثان كيب المحدودة لندن في عام 1958. وقد أصبحت من أكثر الكتب المبيعة في قائمة نيويورك تايمز لأكثر الكتب مبيعا. عيد نشره بواسطة Penguin Book في عام 1962، بواسطة هاربر كولنز في عام 1987 ومن قبل Rupa & Co في عام 1999.

## الأصول
تستند الرواية إلى تجارب هان سوين بصفتها مدعوًا لحضور حفل تتويج ماهيندرا ملك نيبال، وهو حدث موصوف في الرواية. في المقدمة، كتب هان سوين أن الكتاب، على الرغم من كونه عملًا خياليًا، يسعى لإعطاء صورة دقيقة قدر الإمكان في ذلك الوقت. المدرسة التي تدرس فيها آن فورد، تم اختراع العديد من المؤسسات والأماكن الأخرى المشار إليها في الكتاب، وجميع الشخصيات المسماة.
كتبت رواية الجبل الصغير بأسلوب المذهبي لتعكس تفاصيل السيرة الذاتية للحياة الشخصية للمؤلفة، وتحديداً النهاية الصعبة لزواجها الثاني من الضابط البريطاني ليونارد كومبر، واجتماعها مع العقيد في الجيش الهندي، فنسنت روثناسوامي، سيصبح زوجها الثالث.

## الحبكة
تدور أحداث الجبل الصغير في نيبال عام 1956. والبطلة آن فورد كاتبة يعمل زوجها موظفًا مدنيًا استعماريًا متقاعدًا. تسافر إلى كاتماندو في إجازة وتبقى في محطة تل حيث يتم بناء سد جديد، وتصبح معلمة لغة إنجليزية غير متزوجة في معهد البنات، وتلتقي بالمهندس المسؤول عن بناء السد وتقع في حبه، يوني مينون، الذي قابلته بالصدفة هنالك.
إنها قصة لأعادة اكتشاف نفسك بعد نوم طويل من الملل والبؤس. يُلهم قارئ هذه القصة لاكتشاف الذات نفسها، وإدراك قواعد المجتمع غير المرئية، وتحدي حقيقة أنها تهدد بسحب متعة استخدام هباتنا وعيش حياتنا الفريدة على أكمل وجه، تمامًا كما يحدث هذا لشخصية آن عندما تستيقظ.

## فهم الرواية
تم وصف الكتاب في The Rough Guides to Nepal 2002 بأنه «الأول - والوحيد - الأكثر مبيعًا باللغة الإنجليزية الذي تم وضعه في نيبال». يقول الدليل الخام إنه يوضح مدى التغيير الذي حدث في كاتماندو بعد 56 عامًا، و «مفاجئًا إلى حد ما» إلى أي مدى لم يتغير منذ ذلك الحين. [5]
كتب سوجيت موخيرجي في فورستر وما بعده: تقليد الرواية الأنجلو-هندية، «يبدو أن الرواية هي أداء قيادي لأن هان سوين دُعي خصيصًا لحضور تتويج الملك ماهيندرا والملكة راتنا في مايو 1956. نتيجة تلك التجربة، تكاد تكون رائعة مثل المناسبة التي تحتفل بها. فالحكاية المركزية تجمع بين إنعاش كاتب واستيقاظ امرأة».